# كسنزان (العراق)
كاسنزان بلدة في جنوب كردستان، تقع على بُعد 12 كيلومترًا شرق أربيل. بلغ عدد سكانها سنة 2012 نحو 12 ألف نسمة. حوالي 15% من سكان كاسنزان هم لاجئون من غرب كردستان، إلى جانب قلة من اللاجئين الأكراد من شمال وشرق كردستان.

## عدد السكان
سكّان المركز (كسنزان-1): حوالي 165,000 نسمة.
سكّان التجمع شاويس: حوالي 30,000 نسمة.
سكّان تجمع ملا عمر: حوالي 15,000 نسمة.
إجمالي عدد السكان في نطاق الناحية: ما يقارب 226,011 نسمة.

## التاريخ
نشأة أو وجود "كاسنزان" كبلدة يعود إلى سنة 1979، وذلك بعد تهجير سكان القرى إلى مخيمات جماعية أثر العمليات العسكرية إبان حكم النظام السابق، وكانت "كاسنزان" إحدى تلك المخيمات.

## الاقتصاد
تضم كاسنزان منطقة صناعية خاصة تُعرف بـ"المنطقة الصناعية في كاسنزان"، وتقع على الطريق بين كاسنزان وبنصلاوة. كما تحتوي على عدة أماكن سياحية مثل منتزه دلوبه.

## تطوير سياحي ومشاريع مستقبلية
في 8 تشرين الأول/أكتوبر 2023، أُعلن عن مشروع إنشاء بركة مائية (سد صغير) في مرتفعات كسنزان، بالقرب من نصب الشهداء. الهدف من هذا المشروع هو تخزين المياه، وحماية المنطقة من الفيضانات، ودعم الزراعة والرعي. ويتوقع أن تتحول المنطقة إلى وجهة سياحية طبيعية بفضل المشروع.